# Private eyes
『Private eyes』（プライベート・アイズ）は、1997年11月12日に発売されたMY LITTLE LOVERの9枚目のシングル。レーベルはトイズファクトリー。

## 収録曲
作詞・作曲・編曲は全て小林武史（Private eyesのみ 作詞:AKKO,小林武史）
1. Private eyes
角川書店「角川mini文庫」CMソング
2. listen
アルバム『The Waters』にリミックス・ヴァージョンが収録される。
3. YES 〜free flower〜 (remix)
「YES 〜free flower〜」のリミックス・ヴァージョン。

## Private eyes Rough Mix
『Private eyes Rough Mix』 （プライベート・アイズ・ラフ・ミックス）は、1997年11月25日に発売されたCD付きフォト・エッセイ集。書籍情報はISBN 4-04-700217-8。

### 収録曲
1. Tokyo Tower (5:37)
作詞:AKKO
2. ランデブー (5:11)
作詞:AKKO
3. Private eyes (re-mix) (6:53)
作詞:AKKO・小林武史

全作曲・編曲:小林武史

## 楽曲の収録アルバム
- Private eyes
NEW ADVENTURE
Self Collection 〜15 Currents〜
- listen
The Waters (version 2)
- Tokyo Tower
The Waters (version 2)
- ランデブー
The Waters